# Federación de la Industria Musical Italiana
La Federación de la Industria Musical Italiana (en italiano, Federazione Industria Musicale Italiana), también conocida por sus siglas, FIMI, es una asociación que tiene como objetivo promover y defender los intereses de las compañías productoras y distribuidoras de fonogramas en Italia. Fue fundada en 1992 y es miembro de la Federación Internacional de la Industria Fonográfica (IFPI, por sus siglas en inglés), y como tal FIMI también se encarga de combatir la piratería en Italia.

## Actividades y servicios
FIMI opera en servicio de sus compañías miembros, monitoreando las legislaciones nacionales e internacionales referentes a los intereses y derechos de sus miembros y como tal se dedica a defenderlos, también produce un ambiente de relaciones respetuosas y justas entre los productores y la industria musical. FIMI es la representante directa de la IFPI en Italia, así que representa a la industria italiana nacional e internacionalmente, sirviendo como órgano de consulta y estadística, asimismo FIMI se encarga de promocionar la cultura musical italiana en todo en mundo y concientizar a la población de las consecuencias económicas y culturales que trae consigo el consumo de piratería.
FIMI publica y recopila varios datos sobre la industria musical italiana, los cuales pueden ser consultados por sectores nacionales e internacionales, asimismo los miembros pueden acceder a datos económicos y estádisticos sobre la industria musical. FIMI se encarga de organizar seminarios, convenciones, publicaciones y noticias, los seminarios y convenciones organizados por FIMI tratan de informar a las compañías sobre los problemas que presenta la industria musical en el país mientras que las publicaciones y noticias muestran informes, estadísticas, etc. los cuales mantienen al tanto de los acontecimientos en la industria musical de Italia.
FIMI además ofrece a sus socios asistencia legal sobre problemas de violación de sus derechos de autor y también crea tratados con otros colectivos públicos para proteger los derechos de sus miembros.

## Listas musicales
FIMI también es la encargada de publicar la lista de popularidad y ventas en Italia, publicando semanalmente sus listas musicales, las listas que actualmente publica FIMI son:
- Top 100 Artisti (álbumes).
- Top 30 Compilation (compilaciones).
- Top 20 DVD Musicali (videogramas).
- Top 20 Digital Download (sencillos).

## Certificaciones
FIMI se encarga de entregar las certificaciones de ventas discográficas en Italia, otrorgando discos de oro, platino y diamante a los fonogramas y videogramas que logran cierta cantidad de unidades vendidas, a continuación se muestran las unidades que deben ser vendidas para cada certificación:
| Periodo                                               | Oro    | Platino | Diamante |
| ----------------------------------------------------- | ------ | ------- | -------- |
| Hasta el 31 de diciembre de 2004                      | 50,000 | 100,000 | 500,000  |
| Desde el 1 de enero de 2005 a 31 de diciembre de 2007 | 40,000 | 80,000  | 400,000  |
| Desde el 1 de enero de 2008 a finales 2009            | 35,000 | 70,000  | 350,000  |
| Desde finales de 2009 a 31 de diciembre de 2011       | 30,000 | 60,000  | 300,000  |
| Desde el 1 de enero de 2012                           | 30,000 | 60,000  | 600,000  |
| Desde el 1 de enero de 2014                           | 25,000 | 50,000  | 500,000  |